# Оаза Бангера
Оаза Бангера (Бангер-Гіллз) (англ. Bunger Hills) — антарктична оаза на узбережжі Східної Антарктиди, в західній частині Землі Вілкса (берег Нокса моря Моусона). Відкрита американським льотчиком Д-Е. Бангером, який в лютому 1947 року приземлився на лід замерзлого озера в цьому районі. 
Площа оази 450 км² (між 65° 58' та 66° 20' північної широти, 100° 28' та 101° 20' східної довготи. Однак, деякі визначають площу в 750 км² і більше — до 942 км²). Хоча сама оаза вільна від льоду, вона оточена льодовиками. З південного сходу оаза Бангера обмежена крутими схилами материкових льодовиків, з півдня і заходу — вивідними льодовиками, на півночі — шельфовим льодовиком Шеклтона, що відокремлює його від відкритого моря.
Рельєф низькогірно-горбистий; багато прісних і солоних озер. Найбільше та найглибше — Фігурне (довжина 25 км, глибина до 137 м). У літній час з'являється мережа тимчасових надльодовикових струмків.
У 1956-1959 тут проводила дослідження радянська (пізніше польська) наукова станція Оазис.